# Photographie de montagne
La photographie de montagne est une catégorie particulière de photographie de paysage réalisée en extérieur. Elle a vu le jour au XIXe siècle et se développe avec les premières grandes ascensions dans les Alpes et l’âge d’or de l’alpinisme. Les premières photographies de montagne sont prises depuis les vallées, puis les photographes montent en altitude pour réaliser leurs œuvres.

## Origines de la photographie de montagne
Les premiers photographes de montagne sont confrontés :
- au poids du matériel qu’ils doivent transporter ;
- à la complexité des procédés photographiques qui s’adaptent difficilement à une pratique en extérieur ;
- à la faible sensibilité des plaques photographiques qui exigent un temps prolongé d'exposition ;
- à la luminosité extrême produite par la neige.

Dans les années 1850, le photographe Auguste Rosalie Bisson transporte ainsi avec lui près de 250 kg de matériel pour photographier les Alpes. En 1866, Aimé Civiale met 5 heures à créer un panorama à 360° du haut du Bella Tola.
Les premiers photographes à immortaliser la montagne sont :
- John Ruskin : le 8 août 1849, il réalise le premier daguerréotype du mont Cervin[3]. Dans les années 1850, il réalise les premières photographies de la Mer de Glace, de l’aiguille Verte et des Drus ;
- Camille Bernabé : le 19 août 1850, il prend les premiers clichés du Scheuchzerhorn, dans les Alpes bernoises[4] ;
- Joseph Tairraz et les frères Bisson : en 1861, ils réalisent la première photographie des Alpes depuis le sommet du mont Blanc. En 1862, Théophile Gautier relaye l’information dans la Revue photographique[5]. En 1869, Charles Soulier renouvelle l’exploit[6].

## Usages de la photographie de montagne
L'usage de la photographie de montagne évolue avec l'amélioration des techniques et l'exploration des sommets.

### Apport scientifique
La photographie de montagne se développe en premier lieu au sein de la communauté scientifique. Les géologues et les cartographes y ont notamment recours. Aimé Civiale prend ainsi dans les Alpes près de 600 photographies pour réaliser un relevé minutieux de leurs reliefs.

### Rôle documentaire
La photographie de montagne joue très tôt un rôle documentaire et permet au grand public de découvrir la haute montagne. Frédéric Martens expose ainsi, lors des expositions universelles de Londres et de Paris, les photographies du massif du mont Rose et du mont Blanc qu'il a réalisées dans les années 1850.
Quand elle documente les grandes ascensions, la photographie de montagne relève du photojournalisme. L'alpiniste Edward Whymper, conquérant de l’aiguille Verte et du Cervin, immortalise ainsi les temps forts de ses expéditions. Dans Carnets du vertige, publiés en 1956, une photographie prise par Marcel Ichac lors de l'expédition au sommet de l’Annapurna en 1850 illustre la douleur de Louis Lachenal peu avant son amputation.

### Portée artistique
Avec les grandes familles d’alpinistes et de guides de montagne, la technique photographique fait place à l’art. Les fers de lance sont les frères Bisson et les Gay-Couttet, de même que la lignée des Tairraz. Joseph, Georges I, Georges II et Pierre Tairraz,. Leurs photographies, qui témoignent de leur passion pour les Alpes, ont une vocation artistique.

## Évolution de la photographie de montagne
À la fin du XIXe siècle, les techniques photographiques évoluent et les équipements deviennent plus maniables. En 1888, George Eastman, fondateur de Kodak, invente l’appareil photographique box, qui peut être facilement emporté en montagne.
La photographie de montagne devient encore plus populaire après la Seconde Guerre mondiale, lorsque les clichés passent du noir et blanc à la couleur. En 1950, à la Une de Paris Match, une photographie célèbre ainsi la victoire de Maurice Herzog au sommet de l’Annapurna.
Avec des appareils photos toujours plus compacts, puis l’invention de la photographie numérique, la photographie de montagne est aujourd'hui accessible à tous.
De nos jours, la photographie de montagne occupe toujours une place centrale dans le travail de nombreux photographes contemporains, dont Balthasar Burkhard, Matthieu Gafsou, Jacques Pugin, Iris Hutegger, Thomas Crauwels et Pierre Vallet.

## Expositions
- « Les frères Bisson, photographes » : exposition à la Bibliothèque nationale de France, en collaboration avec le Museum Folkwang (Essen), 1999.
- « Couleur sépia. L'Isère et ses premiers photographes » (1840-1880) : exposition au musée de l'Ancien Evêché, Grenoble, 2009-2010.
- « Sans limite, Photographies de montagne » : exposition au Musée de l'Elysée, Lausanne, 2017.
- « Tairraz, Quatre générations de guides photographes » : exposition au musée de l'Ancien Evêché, Grenoble, 2023-2024.